# Abdulhak I
Abdulhak I (arab. ‏عبد الحق بن مِحيو المرِينِي‎ = ʿAbd al-Ḥaqq ibn Miḥyū al-Marīnīy, zm. 1217) – pierwszy historyczny szejk berberskiej dynastii Marynidów. Przywództwo nad klanem objął ok. 1195 roku.

## Życiorys
Około 1215 roku Abdulhak I rozpoczął walkę przeciw panującej wówczas w Maroku dynastii kalifów Almohadów. Dynastia ta, osłabiona po przegranej w 1212 roku bitwie pod Las Navas de Tolosa i kierowana przez młodego, niedoświadczonego kalifa Abu Jakuba Jusufa II, nie była w stanie stawiać skutecznego oporu najazdom Marynidów. Doszło do przegranych dla Almohadów bitew pod Fezem i w górach Rif. Abdulhak I został jednak śmiertelnie ranny i zmarł w 1217 roku. Dopiero w 1248 roku jeden z jego synów Abu Jahja Abu Bakr zdołał ostatecznie obalić dynastię Almohadów i wynieść Marynidów na sułtański tron Maroka.